# 土屋亨
土屋 亨（つちや とおる、1923年10月6日 - 2002年10月15日）は、長野県出身のプロ野球選手（内野手）、スポーツジャーナリスト（スポーツライター）、野球解説者。旧姓：堀内。

## 来歴・人物
松本商業学校では、1940年には、春の第17回選抜中等学校野球大会および夏の第26回全国中等学校優勝野球大会に出場（春は二塁手、夏は三塁手）。夏はベスト4となった時の内野手。
卒業後、明治大学を経て、1948年に南海ホークスへ入団しプロ入り。1949年に中日ドラゴンズへ移籍。1955年に引退。現役時代の主な守備位置は三塁手、遊撃手。
選手引退後は、中日新聞社記者、中日ドラゴンズ球団職員（総務）、ラジオ東京（KRT）→東京放送（TBS）野球解説者（1958年 - 1967年）、東京中日スポーツアマチュア野球担当記者を務めた。『神宮球場ガイドブック』の東京六大学野球各季展望座談会に登場していた。

## 詳細情報

### 年度別打撃成績
| 年 度     | 球 団            | 試 合 | 打 席 | 打 数 | 得 点 | 安 打 | 二 塁 打 | 三 塁 打 | 本 塁 打 | 塁 打 | 打 点 | 盗 塁 | 盗 塁 死 | 犠 打 | 犠 飛 | 四 球 | 敬 遠 | 死 球 | 三 振 | 併 殺 打 | 打 率 | 出 塁 率 | 長 打 率 | O P S |
| --------- | ---------------- | ----- | ----- | ----- | ----- | ----- | -------- | -------- | -------- | ----- | ----- | ----- | -------- | ----- | ----- | ----- | ----- | ----- | ----- | -------- | ----- | -------- | -------- | ----- |
| 1948      | 南海             | 86    | 212   | 195   | 20    | 42    | 3        | 1        | 1        | 50    | 21    | 3     | 4        | 0     | --    | 17    | --    | 0     | 17    | --       | .215  | .278     | .256     | .535  |
| 1949      | 中日 名古屋 中日 | 98    | 321   | 299   | 26    | 65    | 13       | 2        | 6        | 100   | 28    | 2     | 1        | 5     | --    | 17    | --    | 0     | 24    | --       | .217  | .259     | .334     | .594  |
| 1950      | 中日 名古屋 中日 | 53    | 116   | 104   | 11    | 23    | 1        | 1        | 1        | 29    | 6     | 1     | 0        | 2     | --    | 9     | --    | 1     | 8     | 3        | .221  | .289     | .279     | .568  |
| 1951      | 中日 名古屋 中日 | 91    | 337   | 305   | 39    | 85    | 14       | 5        | 4        | 121   | 30    | 13    | 8        | 9     | --    | 22    | --    | 1     | 25    | 2        | .279  | .329     | .397     | .726  |
| 1953      | 中日 名古屋 中日 | 92    | 206   | 186   | 13    | 36    | 8        | 2        | 1        | 51    | 17    | 0     | 3        | 5     | --    | 14    | --    | 1     | 24    | 6        | .194  | .254     | .274     | .528  |
| 1954      | 中日 名古屋 中日 | 33    | 73    | 68    | 7     | 10    | 2        | 0        | 0        | 12    | 5     | 3     | 1        | 2     | 0     | 3     | --    | 0     | 8     | 3        | .147  | .183     | .176     | .360  |
| 1955      | 中日 名古屋 中日 | 31    | 43    | 37    | 4     | 6     | 0        | 0        | 0        | 6     | 1     | 1     | 1        | 1     | 0     | 5     | 0     | 0     | 11    | 0        | .162  | .262     | .162     | .424  |
| 通算：7年 | 通算：7年        | 484   | 1308  | 1194  | 120   | 267   | 41       | 11       | 13       | 369   | 108   | 23    | 18       | 24    | 0     | 87    | 0     | 3     | 117   | 14       | .224  | .278     | .309     | .587  |

- 中日（中日ドラゴンズ）は、1951年に名古屋（名古屋ドラゴンズ）に、1954年に中日（中日ドラゴンズ）に、球団名を変更

### 背番号
- 16 （1948年 - 1950年）
- 2 （1950年 - 1955年）

## 詳細情報

### 出演番組
※特記なき限り、KRT→TBSでのもの。
- 野球中継 - 解説
  - プロ野球中継（ラジオorテレビ）
  - 東京六大学野球中継（テレビ）[注 8]

テレビドラマ
- 『泣いてたまるか』第4回「オールセーフ」（1966年5月22日放送。制作：国際放映、TBS[注 7]）[10] - 解説役 ※作中で行われるプロ野球「大洋対巨人戦」のテレビ中継における解説者として、実況アナウンサーの渡辺謙太郎（TBS[注 7]）と共演。